# 2008年夏季奥林匹克运动会库克群岛代表团
2008年夏季奧林匹克運動會庫克群島代表團參加2008年8月8日至8月24日在中國北京舉行的第29屆奧運會。代表團由庫克群島奧林匹克委員會派出。

## 參賽名單

### [[File:|30px]] 田徑
- 擲鐵餅：Tereapii Tapoki
- 100米：Gordon Heather

### 游泳
- 100米蛙泳：Petero Okotai

### 舉重
- 105公斤以上：Sam Pera Junior